# 方領巾
方領巾是一件禮儀祭衣，用於天主教會、路德會、某些英國國教的教會、亞美尼亞禮天主教會和波蘭國家天主教教會。

## 描述
方領巾是一塊白布，連結著兩條長帶，系在神父的肩膀上，1972年的禮儀改革之前必須在所有天主教彌撒中使用，但現時神父的長白衣不能覆蓋其平常衣服之時才需要使用。如今，神父之所以選擇穿方領巾，平常是為了保存傳統或避免自己汗水毀損其他禮儀祭衣的緣故。